# Ayabe
Ayabe (綾部市, Ayabe-shi) est une ville située dans la préfecture de Kyoto, au Japon.

## Géographie

### Situation
Ayabe se situe dans le nord de la préfecture de Kyoto.

### Municipalités limitrophes
| Maizuru, Fukuchiyama | Maizuru  | Takahama |
| Fukuchiyama          | Ayabe    | Ōi       |
| Fukuchiyama          | Kyōtamba | Nantan   |

### Démographie
En avril 2024, la population d'Ayabe était estimée à 30 209 habitants, répartis sur une superficie de 347,10 km2 (densité de population de 87 hab./km2).

### Hydrographie
La ville est traversée par le fleuve Yura.

### Climat
Ayabe a un climat subtropical humide caractérisé par des étés chauds et des hivers frais avec peu ou pas de chutes de neige. La température moyenne annuelle est de 13,5 °C. La pluviométrie annuelle moyenne est de 1 771 mm, septembre étant le mois le plus humide.

## Histoire
La ville moderne d'Ayabe a été fondée le 1er aout 1950.

## Transports
Ayabe est desservie par les lignes San'in et Maizuru de la JR West. La gare d'Ayabe est la principale gare de la ville.

## Jumelages
| Ville | Ville     | Pays | Pays   | Période                  |
| ----- | --------- | ---- | ------ | ------------------------ |
|       | Changshu  |      | Chine  | depuis le 12 mai 1989    |
|       | Jérusalem |      | Israël | depuis le 9 février 2000 |
|       | Suzhou    |      | Chine  |                          |

## Personnalités liées à la municipalité
- Onisaburō Deguchi, cofondateur de la religion Ōmoto.
- Morihei Ueshiba, le fondateur de l'aïkido.